# 1,1,2,3,4,5 Hexaphénylsilole
Le 1,1,2,3,4,5 hexaphénylsilole, noté HPS, est un composé organique de formule chimique C40H30Si. L'HPS possède six groupes phényle liés à un centre silole conjugué via l’interaction σ∗–π∗ entre l’orbitale σ∗ et l’orbitale π∗ du fragment butadiène. Il fait partie de la famille des siloles (silacyclopentadiène). Les siloles possèdent des propriétés électroniques qui permettent des émissions de photons induites par agrégation (AIE) (en). Avant la découverte de ce phénomène par le chimiste chinois Ben Zhong Tang, il était admis que l'agrégation de molécules inhibait leur propre photoluminescence. L'HPS fut la première molécule mise en évidence dont l’agrégation est très émissive mais qui sous forme isolée ne l'est pas. Cette avancée a permis d’élargir le champ de recherche à de nombreuses possibilités d’applications.
La majorité des luminophores sont très émissifs en solution mais subissent un quenching lorsqu'ils sont fabriqués sous forme de film fin. Grâce au phénomène d’AIE, l'HPS est un matériau prometteur notamment pour des applications en électroluminescence.

## Synthèse
Différentes méthodes de synthèse de l'HPS existent et sont étudiées,,. L’une d’entre elles se compose des trois réactions suivantes. À partir de la réaction entre tolane et lithium métallique il est possible de former l’intermédiaire réactionnel 1,4-dilithiotetraphénylbutadiene. Une quantité trop importante de lithium peut conduire à des réactions tierces telles que la formation du 1,2,3-triphénylnaphtalène.

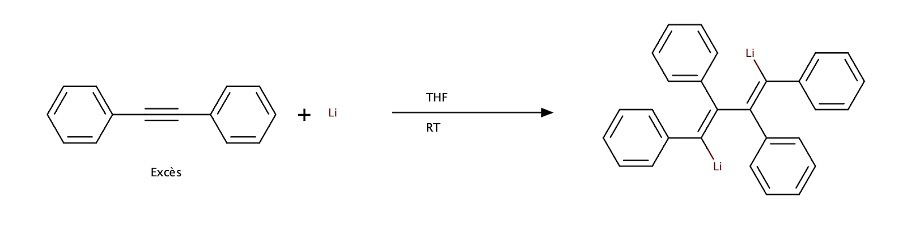
Étape 1.

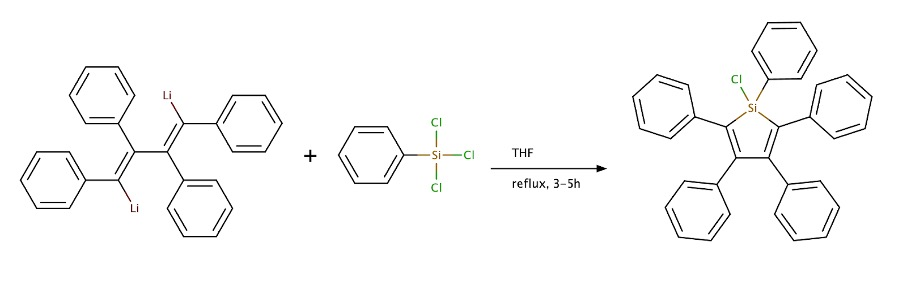
Étape 2.

La dernière étape se compose de plusieurs réactions selon la procédure de Sohn.
Tout d’abord l’intermédiaire formé, 1-chloro-1,2,3,4,5-pentaphénylsilole est dissous dans du THF et réagit avec deux équivalents de lithium métallique à −78 °C.

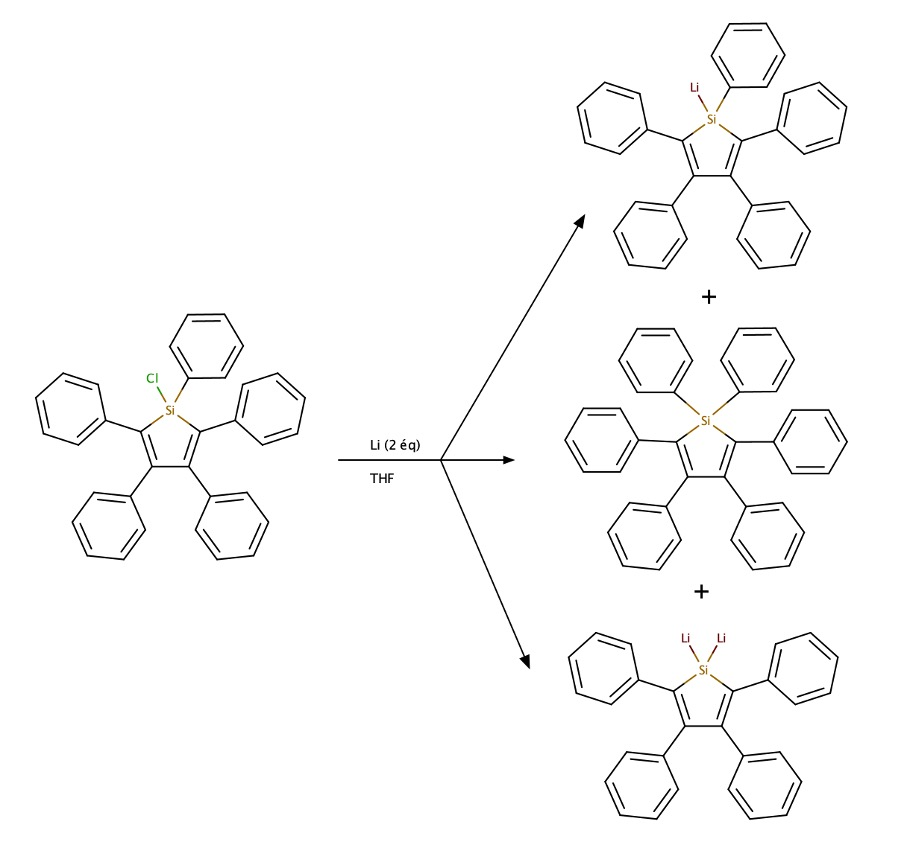
Étape 3.

En plus de l'HPS, d’autres composés sont formés impactant le rendement global de la réaction.
D’autres réactions sont possibles pour améliorer le rendement obtenu. Il est possible de réaliser une dismutation du 1-lithiopentaphénylsilole ou une réduction de ce même composé avec du lithium en excès.

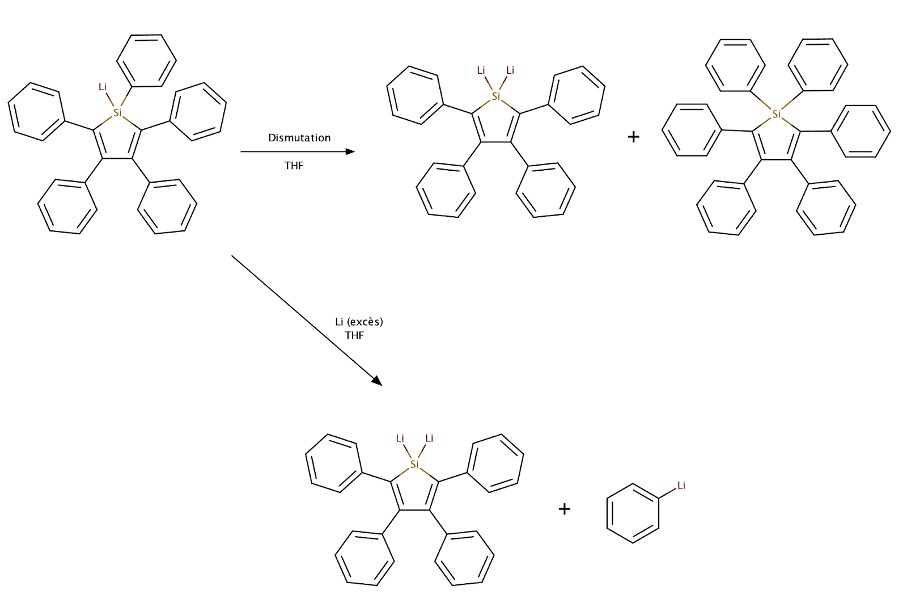
Étape 4.

Le 1-chloro-1,2,3,4,5-pentaphénylsilole précédent réagit ainsi avec le phényllithium formé pour former HPS et des composés tiers en différentes quantités.
Cette dernière réaction ne possède actuellement pas de mécanisme défini.

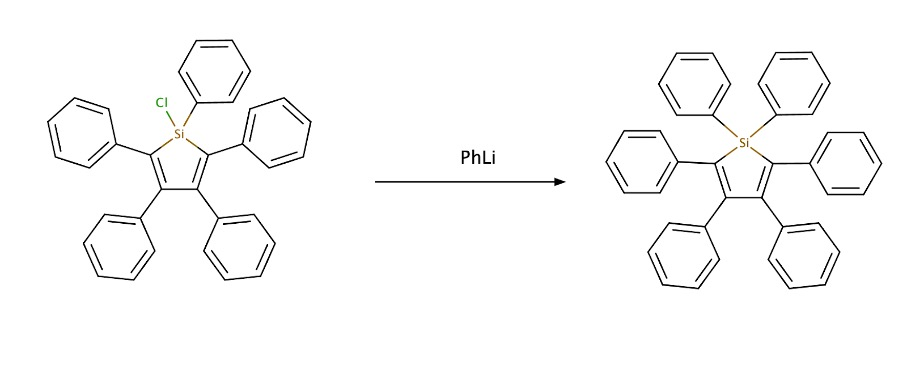
Étape 5.

## Propriétés

### Structure
Les cristaux uniques d’HPS possèdent une structure non plane, celle ci a été déterminée par diffractométrie de rayons X.
La structure d'un cristal d'HPS photographiée par Gui Yu et al. est disponible.
Lorsqu’il est excité, l’HPS est capable de perdre de l’énergie. Cette dernière émise par la relaxation d’un électron de l'état excité vers son état fondamental, permet l’émission d’un photon d’énergie hν. Celle-ci est libérée de différentes manières :
L’HPS présente six groupes phényle qui sont sujets à des mouvements de rotations et de vibrations. Ces mouvements moléculaires permettent de libérer l'énergie sous forme de chaleur (émission non radiative).
Sous forme d’agrégat, les mouvements intramoléculaires de rotations de l’HPS sont restreints. Agrégé, il ne peut donc pas dissiper l'énergie sous forme de chaleur mais sous forme de photon. Par conséquent, cette énergie émise par relaxation des électrons du niveau excité vers le niveau fondamental est donc majoritairement convertie sous forme de fluorescence (émission radiative).
La structure du 1,1,2,3,4,5 hexaphénylsilole à l’état d’agrégat permet d’activer le processus de photoluminescence (PL).

### Orbitales moléculaires HOMO et LUMO
Source.

Le phénomène d'excitation et de relaxation d’électrons se font via les orbitales moléculaires HOMO et LUMO. Plus l’écart entre ces deux orbitales moléculaires est faible, plus les électrons seront plus facilement excités. L'HPS présente une conjugaison σ*–π* très élevée entre l’orbitale σ* des liaisons C-Si exocycliques et de l'orbitale π* du groupe butadiène dans le cycle. Cet effet est amélioré par les substituants phényliques en position 1,1.
Ceci se traduit par une orbitale moléculaire LUMO plus basse en énergie et une affinité électronique plus élevée que des substituants alkyle aux positions 1,1.
Ainsi l'HPS, avec ses six groupes aromatiques, facilite le transfert d'électrons.
Les orbitales moléculaire HOMO et LUMO du HPS sont mis en évidence par Gui Yu et al..

### Photoluminescence

#### Phénomène d'AIE
En principe, les agrégations de composés constituent la source de l’extinction d’émission lumineuse des chromophores. Toutefois, cette agrégation augmente de façon significative leurs rendements de photoluminescence quantique, les transformant de fluorophores faibles en émetteurs puissants. Ce système luminogène anormal fut nommé « émission induite par agrégation » (AIE) étant donné que l’émission de lumière est induite par la formation d’agrégats.
Le chercheur Ben Zhong Tang a mis en évidence que les dérivés de siloles, notamment l’HPS, n’étaient pas émissifs lorsqu’ils sont moléculairement dispersés dans les solutions diluées mais deviennent fortement luminescents lors de la formation d'agrégats dans des solutions concentrées.
Le phénomène d’émission induite par agrégation est essentiellement l'opposé de l'ACQ (Aggregation caused quenching)
Les propriétés photoluminescentes du 1,1,2,3,4,5 hexaphénylsilole font de lui une molécule d'intérêt. Ces dernières sont influencées par divers paramètres :

#### Solubilité
L’émission de fluorescence de l’HPS dépend du solvant dans lequel il se trouve.
Il est soluble dans l’acétonitrile, le THF, le dioxane ou le dichlorométhane. Lorsqu’il est dilué dans l’un de ces solvant, HPS n'est pas émissif. En effet, en solubilisant les molécules d'HPS, elles se retrouvent dispersées dans la solution. Ceci permet aux rotations intramoléculaires de s’effectuer.
Cependant, HPS est très insoluble dans l’eau. Lorsqu’il est dans ce solvant, ce dernier émet de la fluorescence. Effectivement, dans l’eau, les molécules d’HPS se rassemblent à l’état d’agrégat, cela provoque donc des restrictions rotationnelles. Lorsqu’il n’est pas soluble, l’HPS émet très fortement en accord avec le phénomène d’AIE.

#### Morphologie des agrégats
Selon les conditions, les molécules d'HPS peuvent se présenter de différentes manières, soit sous forme isolée, soit sous forme d'agrégats. Dans le cas de cette dernière, nous distinguons les agrégats en phase amorphe de ceux en phase cristalline. Selon la phase de l'agrégat, la fluorescence de l'HPS apparaît de couleur verte pour la phase amorphe et bleue pour la phase cristalline. De plus, après un processus de reprécipitation, des nano/microstructures peuvent être observées avec un microscope électronique à balayage (MEB). Cette photographie de MEB est présentée par Chih-Wei Chang et al. et visible.
Trois de ces structures ont pu être identifiées, soit seules soit co-existantes pour certaines proportions d’eau (cf. le lien ci-dessus) :
- des nanofilms ;
- des nanofleurs ;
- des nano ou microglobules (en fonction de leur taille, les microglobules ont été observées au-delà de 90 % d’eau).

L’intensité de fluorescence en fonction de la fraction d’eau  a été mesurée et il a été constaté que c’est sous forme de nanofleurs qu’HPS est le plus émissif.
Ce phénomène est mis en évidence par un graphique présentant le spectre de PL de l'HPS à différentes proportions d’eau par rapport au THF (en %) en fonction de la longueur d’onde. Cette figure est mise en évidence par Chih-Wei Chang et al..

#### Température
Une augmentation de température est liée à une diminution de la fluorescence des cristaux d’HPS. Celle-ci est due aux mouvements de rotation induits par l’augmentation de température. De plus, au-delà de 180 °C les cristaux fondent et retournent à une phase amorphe, moins émissive. Dans cette phase, lorsqu’on passe de 180 à 40 °C, on observe une augmentation de l’intensité de la fluorescence, en accord avec le phénomène d’AIE. En effet, l’état congelé va induire plus de fluorescence car les mouvements de rotations sont réduits.

#### Viscosité
Le processus de rotation intramoléculaire est affecté par la viscosité. En effet, en augmentant la proportion de glycérol dans le milieu, la viscosité croît. Ainsi, les rotations intramoléculaires sont ralenties et la molécule émet fortement. Par conséquent, la fluorescence du HPS est intense.

#### Pression
En règle générale, les molécules sous forme de film, émettant de la lumière, présentent une intensité de fluorescence qui décroît fortement avec la pression.
Ceci est illustré par un graphique présentant l'effet de la pression appliquée de l'extérieur sur l'intensité de photoluminescence (PL) des films HPS et ces données sont comparées à un film AIQ3. Ce dernier est mis en avant par Xing Fan et al. et disponible.
On observe bien cet effet dans le graphique du lien ci-dessus avec AIQ3, son intensité de PL diminue de façon monotone.
Cependant, par pressurisation, dans les régions de basse pression (jusqu’à 104 atm), la molécule d'HPS, sous forme de film, présente une intensité de PL très élevée.
Dans cette zone de pression, la distance entre les molécules est amoindrie et les interactions entre les molécules sont favorisées. Ainsi, les mouvements moléculaires de rotations sont restreints et l'HPS émet de la luminescence, en accord avec le phénomène d’AIE.
Cette PL décroit ensuite lentement lorsque la pression sur le film augmente (supérieure à 140 atm).
Ceci se traduit par un effet de quenching.

## Applications

### Diode électroluminescente organique (OLED)
Les HPS ont été utilisés dans de nombreux matériaux électroniques notamment dans les diodes électroluminescentes organiques (OLED). Les diodes électroluminescentes organiques (OLED) sont des dispositifs à semi-conducteurs qui transforment l'énergie électrique en lumière.
La première diode électroluminescente a été inventée par les scientifiques Ching Tang et Steven Van Slyke en 1987. L'OLED est un élément de base pour les écrans d’affichage ou les nouveaux écrans de télévision ou encore les futures sources de lumière.
Les HPS présentent des propriétés chimiques et optiques uniques en raison de leurs faibles niveaux de LUMO.

### Chimiocapteurs
Les chimiocapteurs (en) sont utilisés pour la détection du dioxyde de carbone (gaz). Un flux de CO2 peut activer l’émission de lumière de l'HPS, parce que ses molécules peuvent s’accumuler et son processus de restriction intramoléculaire peut être activé par le CIL (carbamate ionic liquid) polaire et visqueux.

### Micelle polymérique
L’AIE du HPS et du bis(4-(N-(1-naphtyl)phénylamino)-phényl)fumaronitrile (NPAFN) est modifiée lorsqu’ils sont agréés ensembles dans des micelles.
Par rapport à leur faible émission dans les solutions organiques, l'intensité de fluorescence de ces molécules augmente de manière significative en raison du confinement spatial qui limite la rotation intramoléculaire de ces dernières et de leur meilleure compatibilité dans le noyau hydrophobe des micelles polymères.
La lumière émise par l'HPS peut être transférée efficacement à NPAFN en les encapsulant dans la même micelle. Cela permet un transfert d'énergie efficace entre les deux substances et une amplification importante de l'émission de NPAFN.
Ces micelles peuvent être internalisées dans certaines cellules pour produire des images fluorescentes de haute qualité avec une faible toxicité.

### Immunodosage
Les systèmes conventionnels d'immunodosage par fluorescence (FIA) ont souvent de faibles rapports fluorophore-protéine (F/P) en raison de problèmes causés par l'effet notoire d'auto-extinction.
Lorsque plusieurs fluorophores se lient à un anticorps, la proximité des fluorophores active le transfert d'énergie et réduit la force et l'efficacité du PL. En raison de l'effet AIE, des rapports F/P élevés peuvent être utilisés, faisant des fluorophores AIE de puissants immunocapteurs.

### Biomarqueurs
Les biomarqueurs HPS nanocristallins sont utilisés pour les immunoessais de type ELISA sandwich.